# Conjunto histórico de Albalate del Arzobispo
El Conjunto histórico de Albalate del Arzobispo está formado por el casco antiguo del municipio y fue declarado conjunto histórico artístico por la resolución de 1 de julio de 1982.

## Historia
Albalate del Arzobispo  presenta evidencias arqueológicas de haber estado habitada por numerosos grupos humanos antes de la conquista musulmana, pese a que no hubo establecimiento permanente en la zona, por parte de ninguno de ellos, hasta el siglo VIII, cuando se produjo la conquista musulmana de prácticamente toda la península ibérica.
Se cree que la población, que debió denominarse Al-balat, tiene su origen en un hisn que se ubicó en lo alto del cerro en el que se eleva en la actualidad el castillo. Con el paso del tiempo el caserío debió ir extendiéndose hacia la loma que se sitúa alrededor del cerro, lo cual habría dado lugar a una medina musulmana rodeada de murallas de piedra, que dataría del siglo XI, y de las que no quedan restos en la actualidad, pudiéndose ver como indicio de su existencia el portal de Santo Domingo.
La expansión del enclave no se detuvo en las murallas, sino que debió extenderse extramuros dando lugar al surgimiento de un segundo cinturón defensivo, esta vez de material más sencillo, posiblemente de fábrica de tapial  de mayor tamaño y que permitiría resguardar en su interior a los habitantes de los alrededores en caso de peligro, así como abarcar zonas de cultivo y cerros vecinos como El Calvario, que tenían un gran potencial desde el punto de vista estratégico para la defensa de la población.
La reconquista cristiana de la zona estuvo en manos de Ramón Berenguer IV, quien tras la toma de la zona, la dona al obispado de Zaragoza en 1149, perteneciendo a la misma hasta el siglo XIX, cuando perderá la propiedad como consecuencia de los procesos de desamortización que tuvieron lugar en diferentes momentos a lo largo de ese siglo.
El mayor desarrollo tanto económico como demográfico de la localidad tuvieron lugar durante los siglos XII y XIII. La población comienza a denominarse Albalate del Arzobispo a partir del 1318 al elevarse de la diócesis de Zaragoza a Metropolitana.  Su consolidación urbanística se produce durante los siglos XIV-XV, y lo hace en torno a dos ejes que se superponen en el trazado típico de origen musulmán: un eje longitudinal de norte a sur desde la actual plaza Juan Ribera hasta el arco-capilla de Santo Domingo,  y otro eje que se correspondería a una con una línea virtual definida por los tres edificios: castillo, Iglesia y Ayuntamiento. Los dos ejes se cruzan en el Ayuntamiento, símbolo también del poder feudal.
Más tarde se siguieron construyendo edificios de diferente índole dentro del casco antiguo, destacando la construcción de aquellos que son de carácter religioso como la Iglesia de la Asunción, el convento de Santa Ana, la ermitas de San José y del Santo Sepulcro y la capilla de la Virgen de Arcos; además de infraestructuras como el actual Molino de la Sociedad y el puente de piedra sobre el río Martín, al tiempo que se realizaban trabajos de reforma y/ o sustitución del caserío existente.
El proceso de declaración de la villa de Albalate del Arzobispo como conjunto histórico-artístico se inició en 1982 y se consiguió la misma con el Real Decreto, de 5 de octubre, del Ministerio de Cultura, publicado en el Boletín Oficial del Estado el 24 de noviembre de 1983. Más tarde,  al entrar en vigor de la Ley del Patrimonio Cultural Aragonés, Albalate del Arzobispo quedó  protegido como bien de interés cultural, en la categoría de conjunto de interés cultural y, dentro de ésta, en la figura de conjunto histórico.
También el Boletín Oficial de Aragón del día 18 de mayo de 2011 publica el Decreto 105/2011, de 10 de mayo, del Gobierno de Aragón, que delimita el Conjunto Histórico de Albalate del Arzobispo (Teruel) y su entorno de protección.

## Descripción
El Conjunto Histórico de Albalate del Arzobispo está delimitado, según se recoge en el Decreto 105/2011, de 10 de mayo, del Gobierno de Aragón, publicado el 18 de mayo en el BOA,  por las siguientes calles:
- convento Santa Ana y calle Pedro Gil, por el norte;
- Ronda Pintor Gárate y la calle Alfonso Zapater, por el este;
- Portal de Santo Domingo, incluyendo las edificaciones y terrenos por los que posiblemente discurriría el trazado de la muralla medieval,  por el sur;
- Borde del cerro del Calvario y barrio Muniesa, entorno edificado del arco de la calle Rosario, las construcciones del principio de la avenida Huesca, calle Concepción y plaza Juan Rivera hasta llegar al convento de Santa Ana, por el oeste.

Por su parte el entorno de protección del conjunto histórico consiste en un área que permite la interpretación y puesta en valor de la villa, para la conservación de los valores que tiene como conjunto histórico, quedando constituido por:
- la parte alta del cerro de Santa Bárbara, la avenida de Huesca, la parcela adosada a la fachada posterior del convento de Santa Ana y de la residencia de ancianos, continuando por la calle Pedro Gil, al norte;
- el río Martín, incluyendo el meandro y el puente del siglo XVIII, al este;
- el Molino de la Sociedad y la ladera sur del cerro del Calvario, al sur;
- las laderas oeste de los cerros del Calvario y Santa Bárbara, incluyendo en el entorno de protección las laderas y partes altas de estos dos cerros cuya imagen afecta a la visión del conjunto, al oeste.

El conjunto urbano de Albalate del Arzobispo se caracteriza por la irregularidad de su trazo arquitectónico.  Los monumentos que se pueden encontrar en la zona delimitada del núcleo urbano hay que destacar:
- Iglesia de la Asunción. Edificio de planta con tres naves, cuatro crujías y cabecera recta; construido en el último cuarto del siglo XVI, en el mismo lugar donde anteriormente se ubicaba el templo medieval (del que se pueden apreciar restos encajados en los altos muros de la nueva edificación, así como la torre campanario mudéjar, con cinco cuerpos, todos menos el primero (de planta cuadrada),  de planta octogonal, siendo el octavo cuerpo un añadido del siglo XVII), al que sustituyó por quedarse pequeño al producirse el aumento económico y demográfico del municipio durante los siglos anteriores. Su fábrica es de ladrillo, y la fachada sigue las pautas del estilo renacentista, pese a lo cual se parecían todavía elementos arquitectónicos tardogóticos.[7]

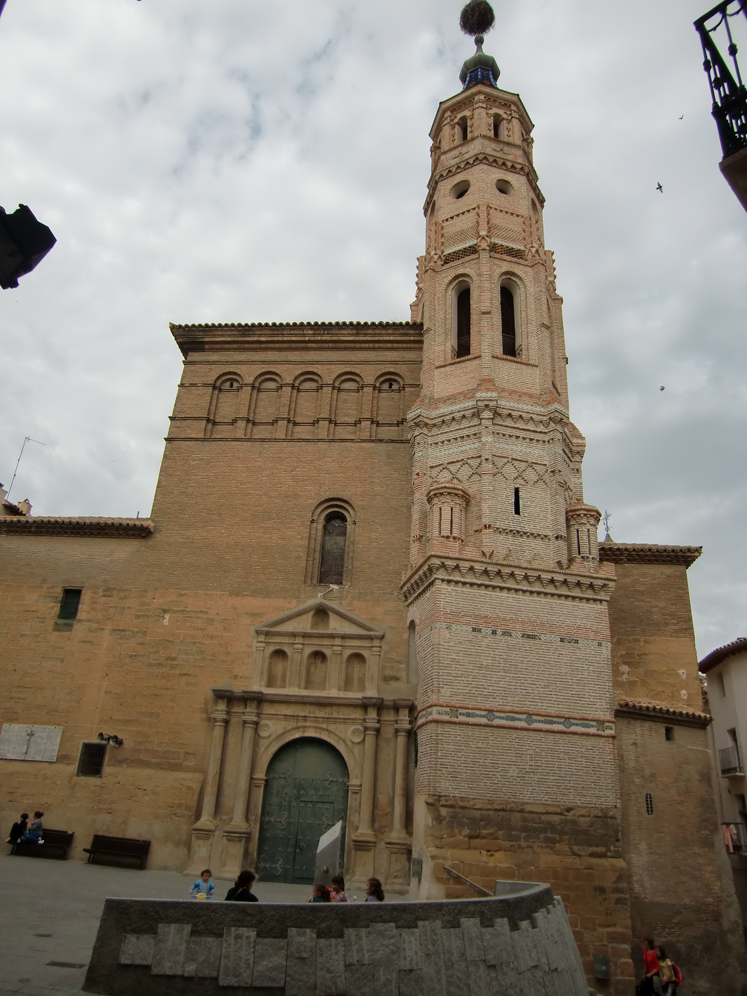
Iglesia de Nuestra Señora de la Asunción.
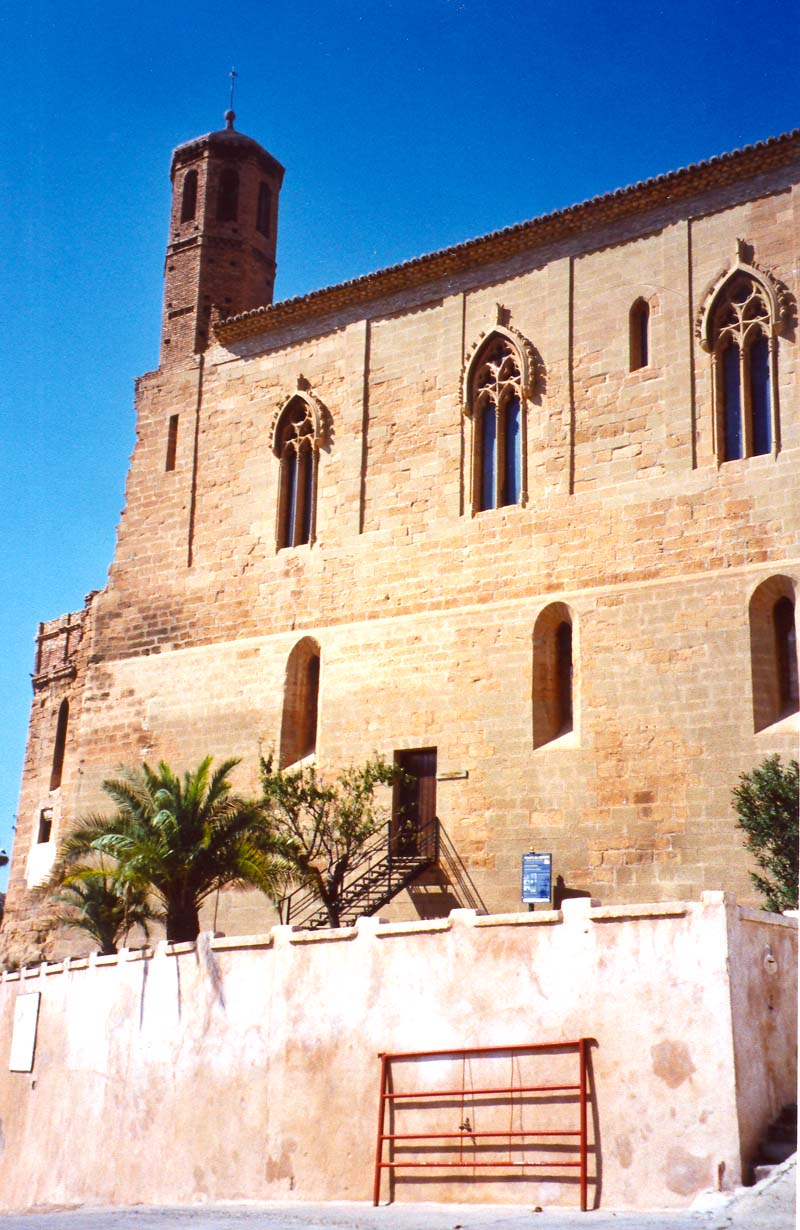
Castillo Palacio Arzobispal.
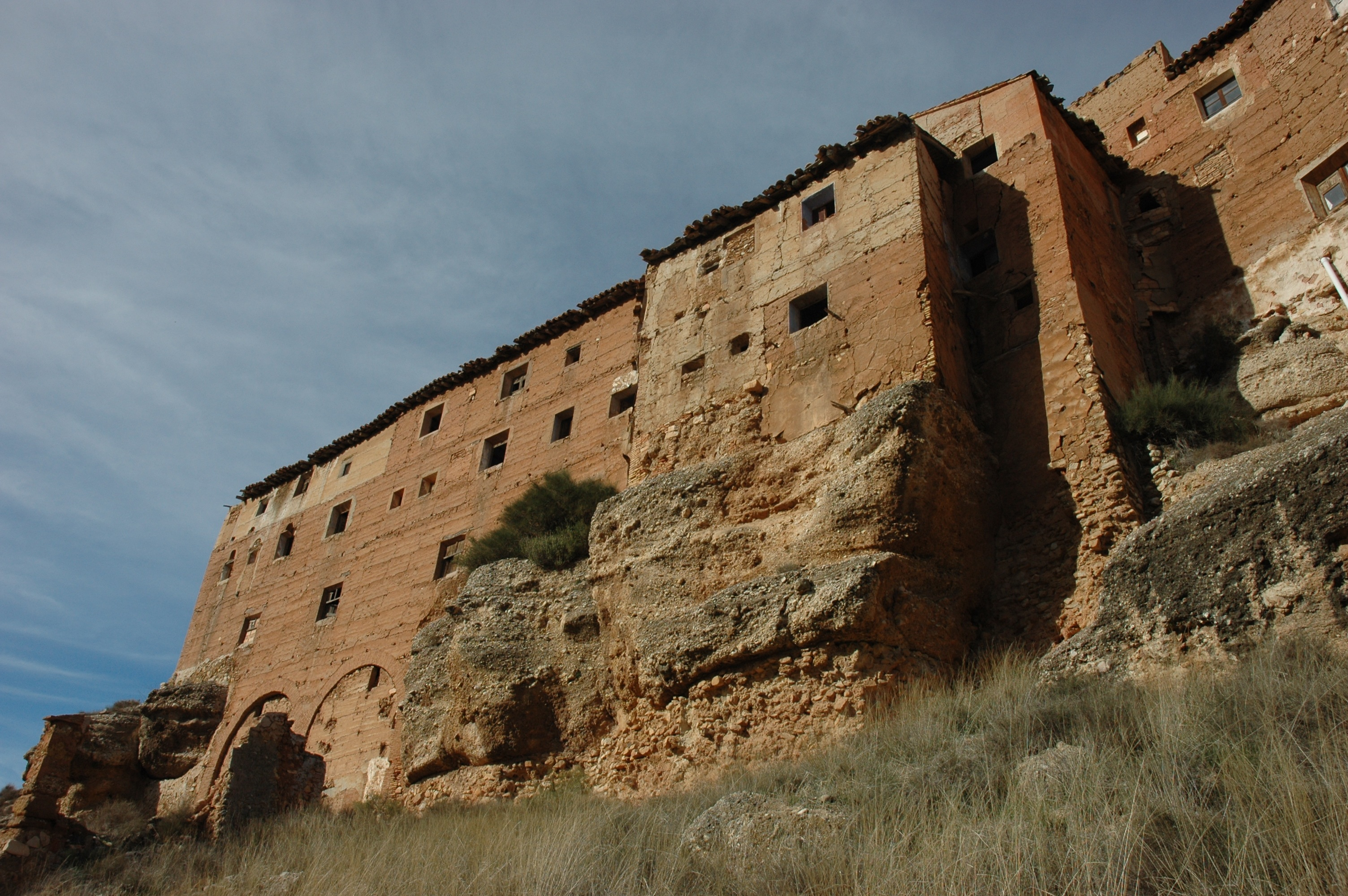
Santuario de la Virgen de los Arcos.

- Castillo y su capilla gótica. Los edificios actuales de este complejo militar, palaciego y religioso son fruto de una serie de intervenciones y reconstrucción, que se iniciaron con la construcción en el siglo XIII sobre los restos de la anterior alcazaba musulmana. Siguen el estilo  gótico.[7]

El castillo con planta trapezoidal presenta dos plantas, en la inferior la residencia y en el superior la iglesia. La nave inferior, la zona que hace las veces de residencia,  está cubierta con bóveda de medio cañón apuntado; mientras que la superior,  donde se ubica la capilla, presentas techumbre de madera articulada mediante arcos diagrama apuntados que la soportan. Lo más destacable de la misma son los ventanales con sus tracerías góticas.
- Molino de la Sociedad, se ubica junto al río y evidencia la importancia del aceite para la economía de este municipio.[6]
- Casino viejo, también llamado "de los ricos", en él se ubica actualmente el Centro de Interpretación de la Cultura Popular.[6]
- Arco-Capilla de Santo Domingo y de la Virgen de Arcos, que es una puerta de la villa de la que aún se conservan los antiguos goznes.[6]

Respecto a su entorno, se puede destacar la existencia de diversos yacimientos prehistóricos. Así, en el término municipal pueden observarse:
- cuatro grupos de pinturas rupestres de diferentes etapas prehistóricas, destacando los abrigos denominados Los Estrechos y Los Chaparros.[6][8]
- una nevera o pozo de hielo.[6]
- una necrópolis visigoda.[6]